# Audi RS5
Audi RS5 — п'ятимісне спортивне повноприводне купе, що збирається підрозділом Quattro GmbH німецької компанії Audi на основі серійної моделі Audi A5 починаючи з 2010 року.

## Перше покоління

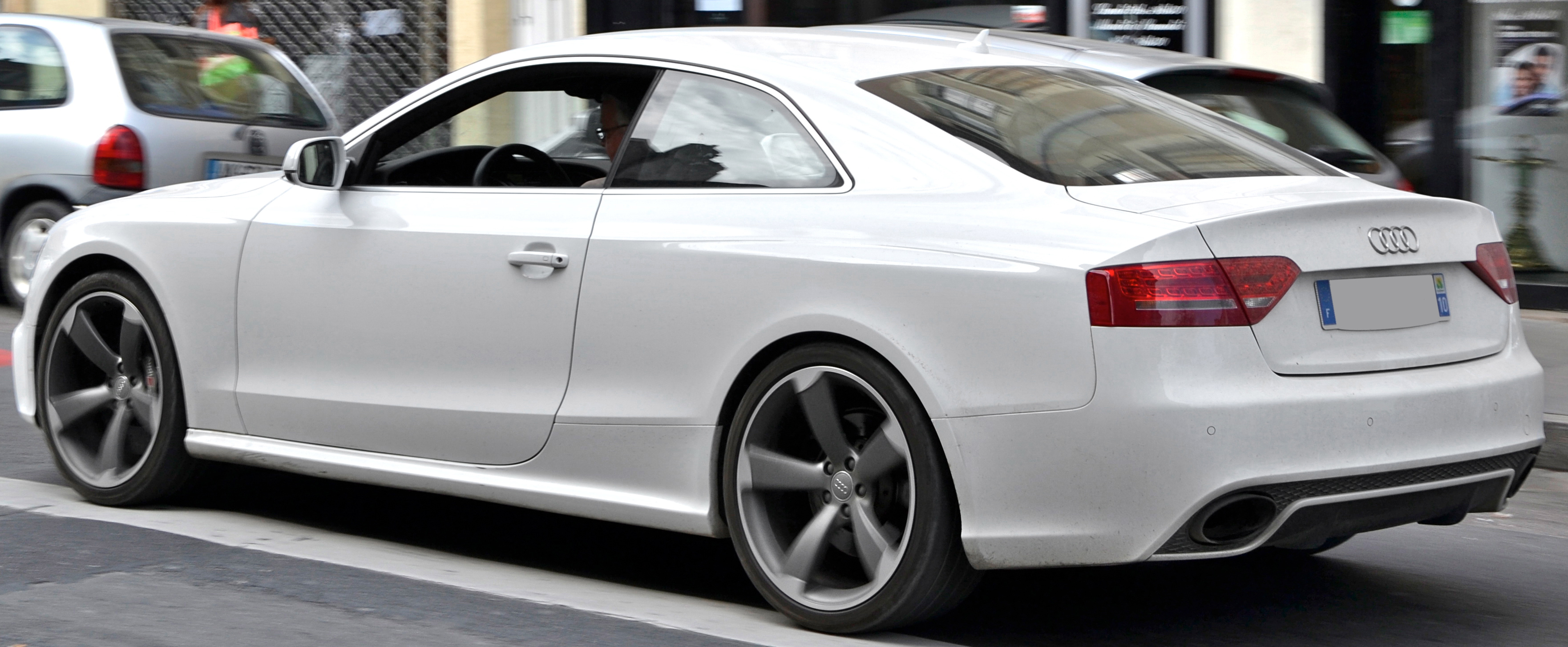
Audi RS5 (2010-2012)

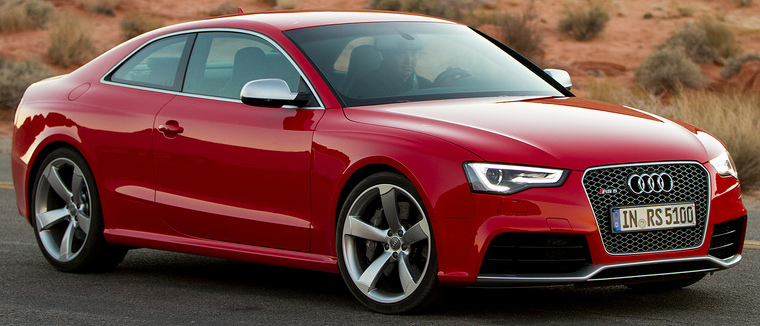
Audi RS5 (2012-2015)

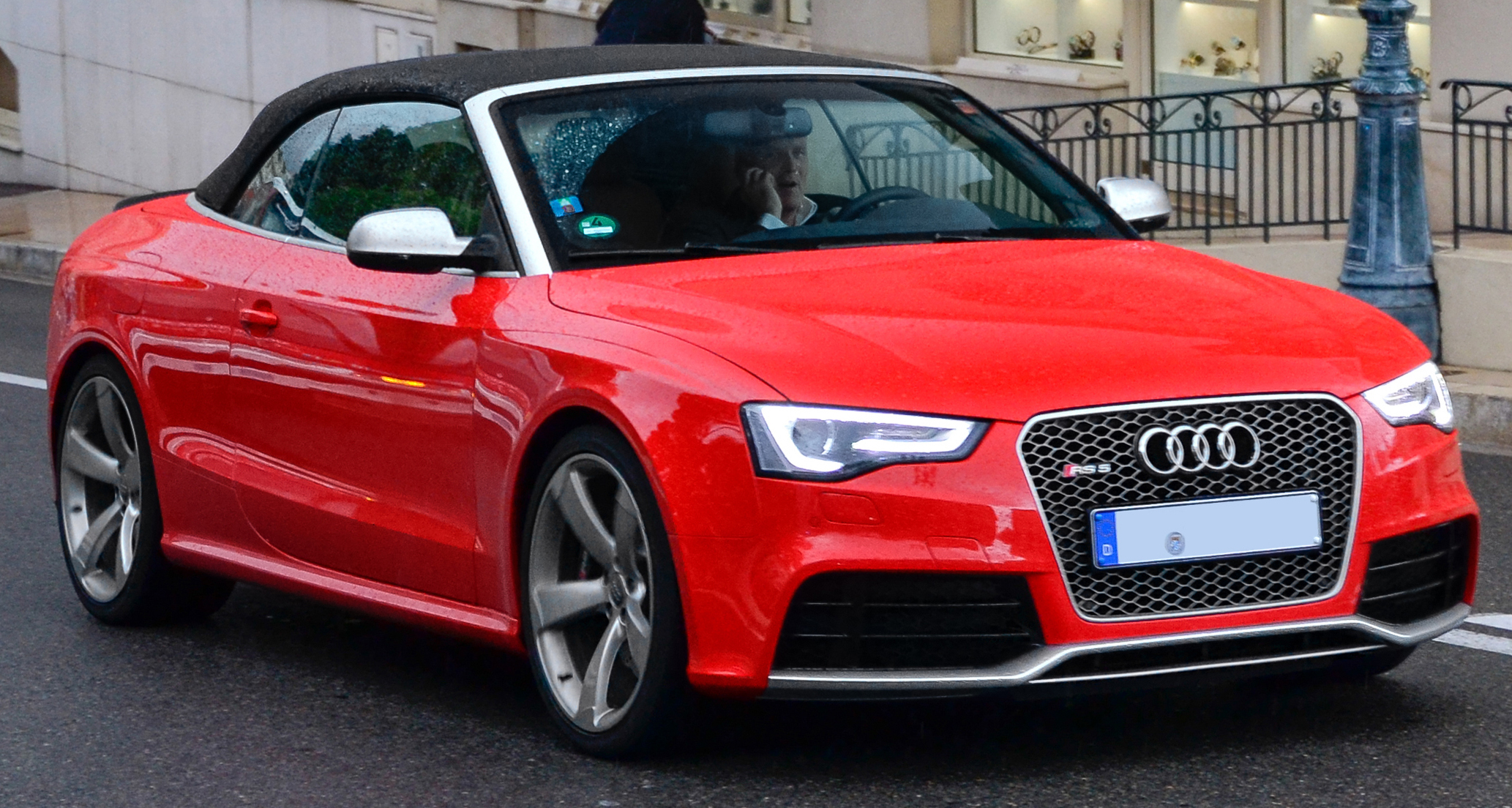
Audi RS5 Cabriolet

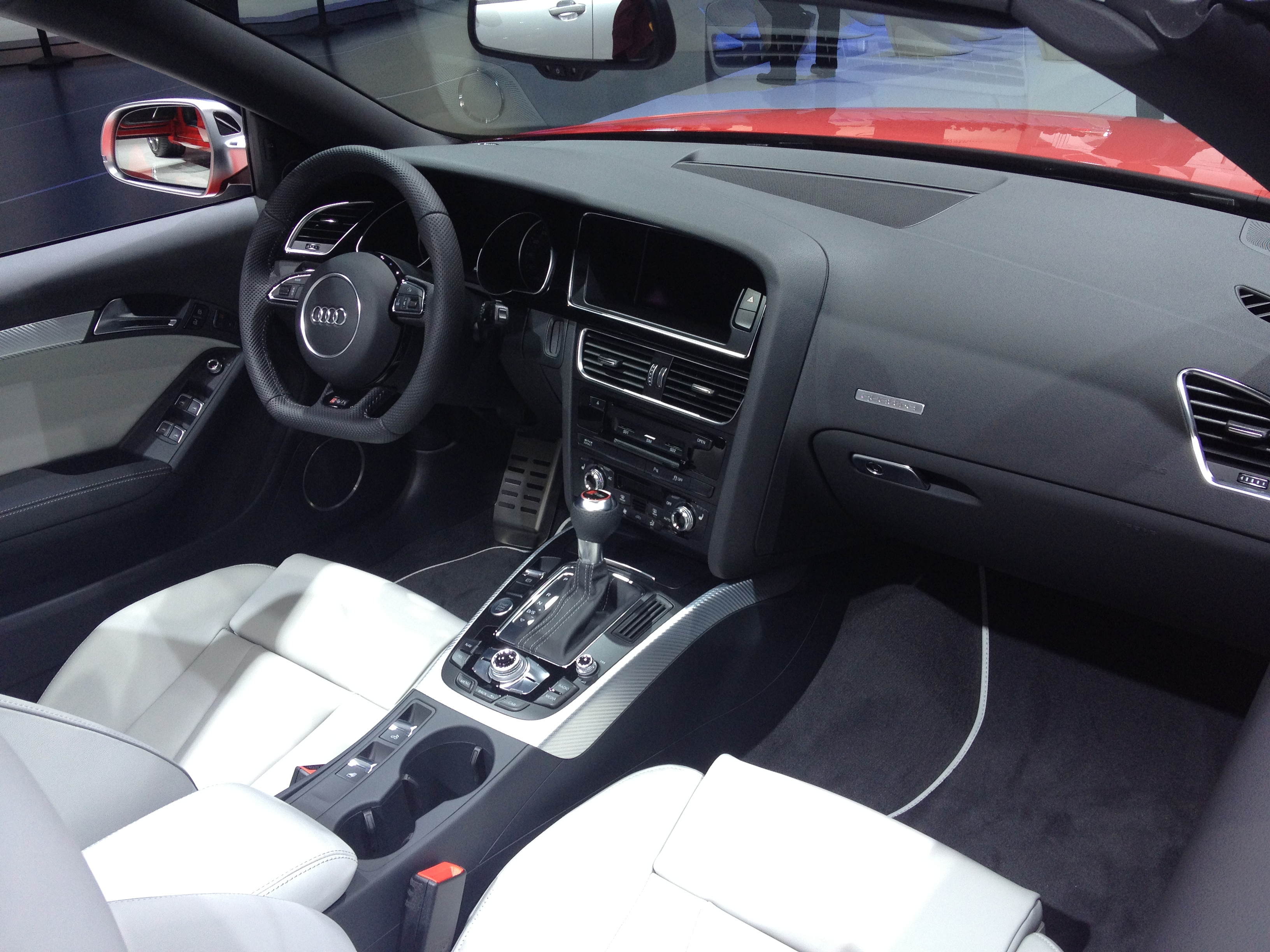

Перше покоління Audi RS 5 (8T) випускалося з 2010 по 2016 рік. Двигун V8 4.2 л 450 к.с. Максимальна швидкість 250 км/год. Розгін 0-100 км/год дорівнює 4.6 с. Вага 1790-1995 кг.
В 2012 році модель модернізували, змінивши зовнішність і оснащення, з'явилася версія кабріолет.
Розгін був скорочений до 4.5 с. У кабріолета розгін склав 4.9 с.
| Технічні характеристики                   | Технічні характеристики |
| Кузов                                     | Кузов                   |
| ----------------------------------------- | ----------------------- |
| Тип                                       | Купе                    |
| Двигун                                    |                         |
| Робочий об'єм, см³                        | 4163                    |
| Потужність, к.с. при об/хв.               | 444 при 8250            |
| Крутний момент, Н•м при об/хв.            | 430 при 4000            |
| Розміри, маса, об'єми                     |                         |
| Довжина, мм                               | 4649                    |
| Ширина, мм                                | 1860                    |
| Висота, мм                                | 1366                    |
| Колісна база, мм                          | 2751                    |
| Кліренс, мм                               |                         |
| Споряджена маса, кг                       | 1725                    |
| Динамічні характеристики                  |                         |
| Розгін з місця до 100 км/год, с           | 4.6 (4.5)               |
| Максимальна швидкість, км/год             | 250                     |
| Витрата палива                            |                         |
| Середній умовний витрата палива, л/100 км | 10.8                    |
| Місто, л/100 км                           | 14.9                    |
| Шосе, л/100 км                            | 8.5                     |

## Друге покоління

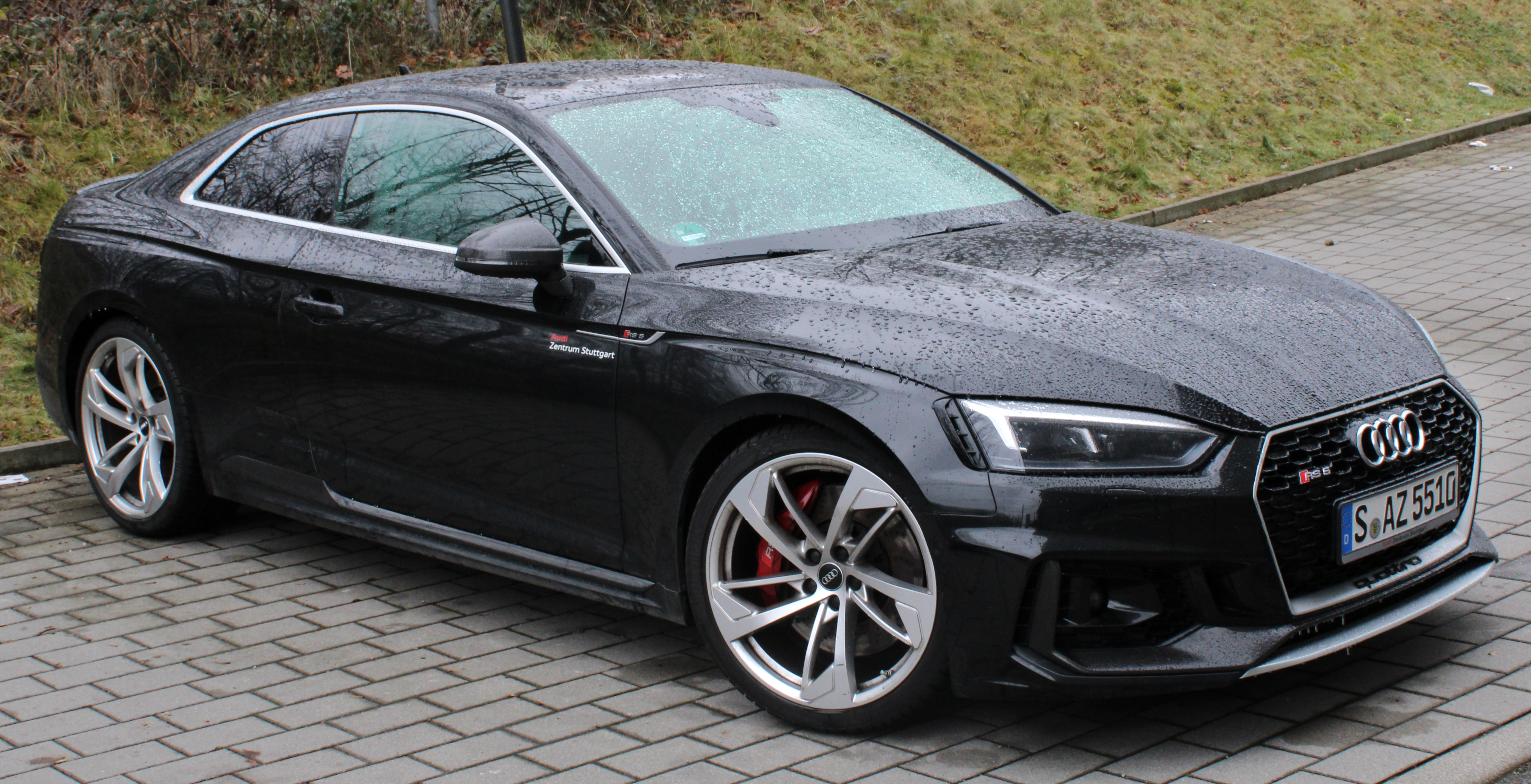
Audi RS5 (з 2017)

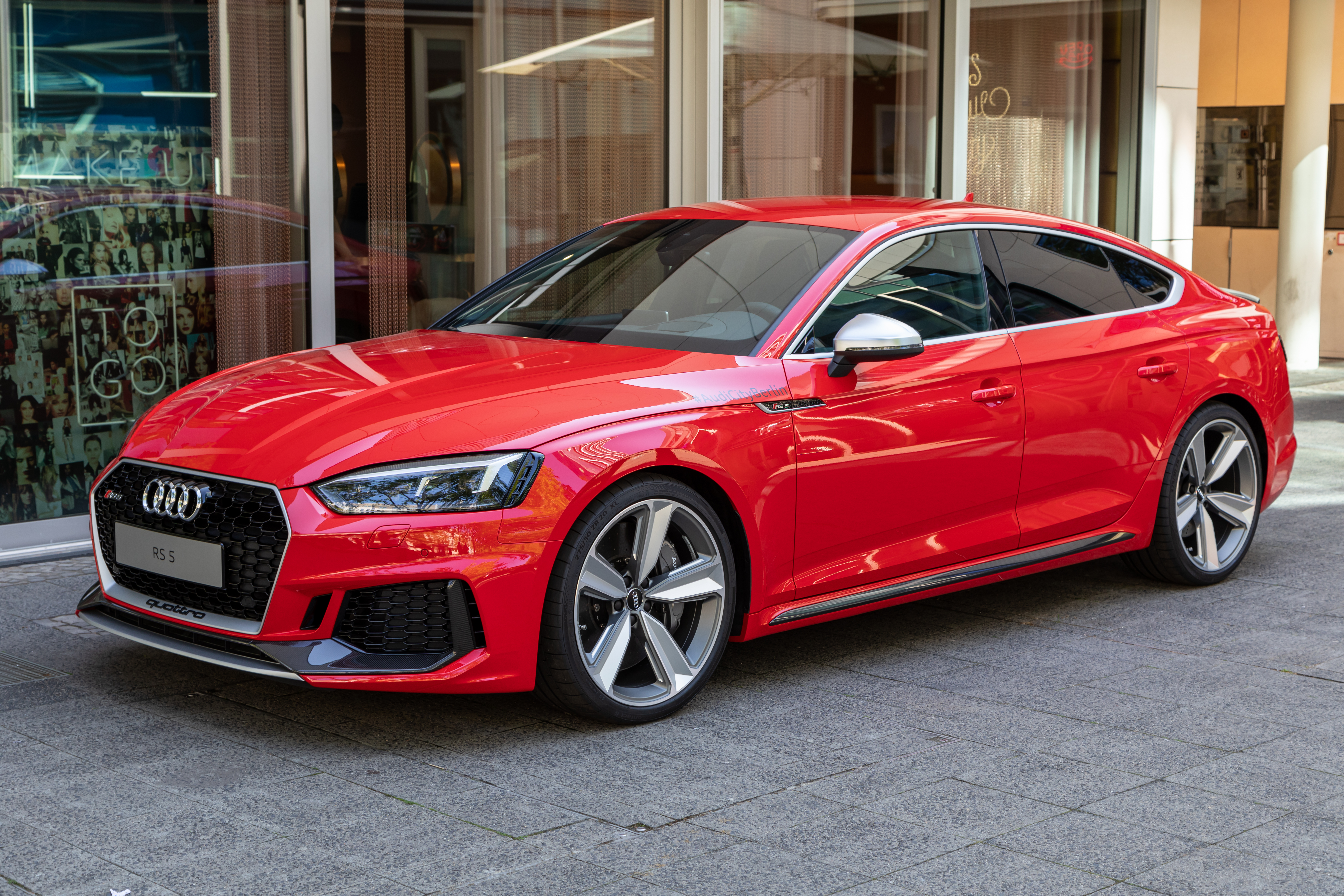
Audi RS5 Sportback 5F (з 2017)

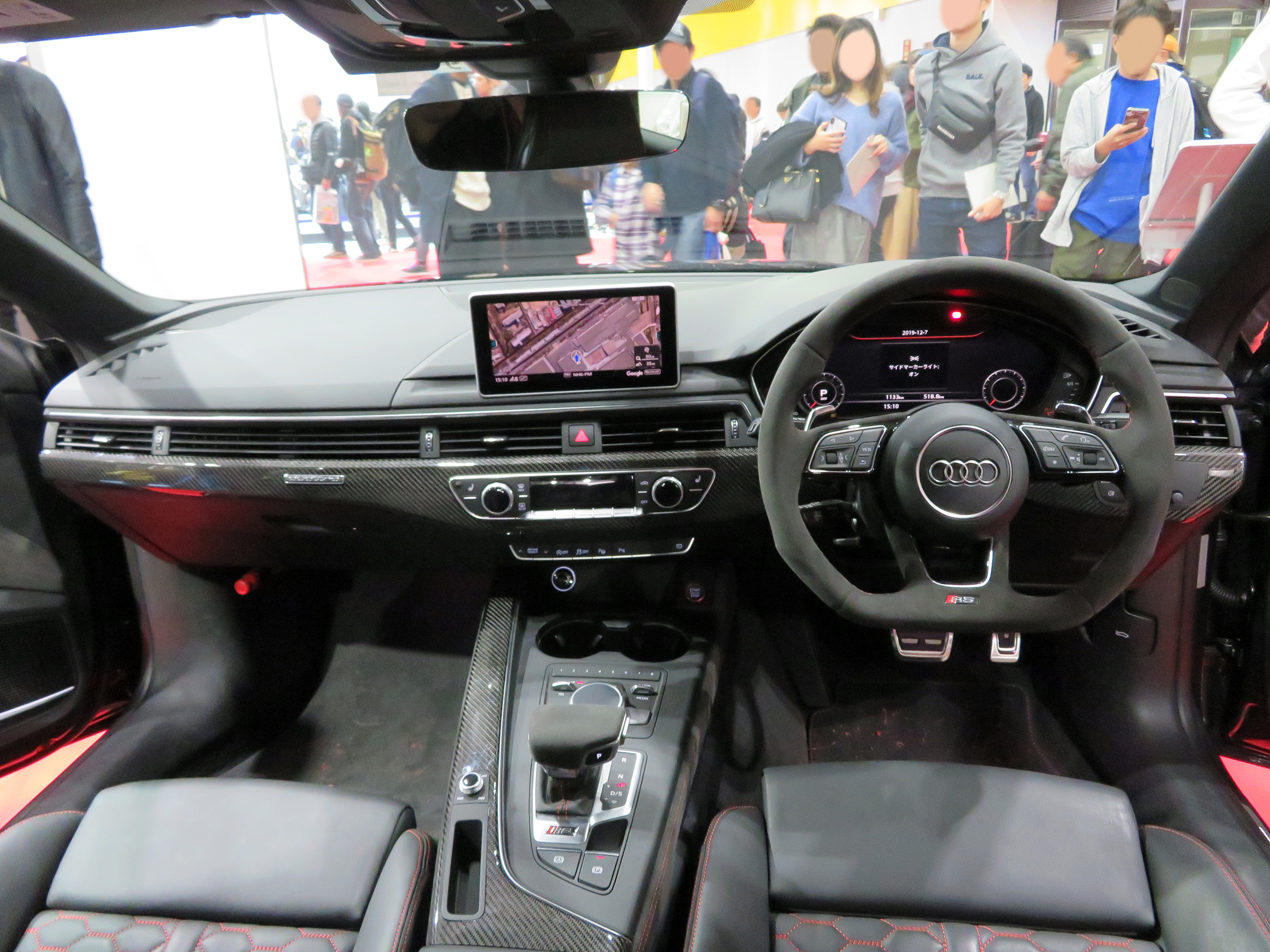

Audi RS 5 (F5) дебютувало в 2017 році. Повноприводний автомобіль отримав двигун 2.9 л V6 від Porsche Panamera. Максимальна швидкість 280 км/год. Розгін 0-100 км/год дорівнює 3.9 с. Вага 1730 кг.
У березні 2018 року вийшов RS5 в кузові Sportback з 5 дверима, вагою в 1840 кг.

### Двигун
- 2.9 л Twin TFSI V6 450 к.с.

## У спорті
З 2024 року у змаганнях міжнародного рівня з дрифту українські пілоти беруть участь на першому у світі дрифтовому Audi RS5 (800hp).